# 高寨镇 (孟村县)
高寨镇，是中华人民共和国河北省沧州市孟村回族自治县下辖的一个乡镇级行政单位。

## 行政区划
高寨镇下辖以下地区：
高寨村、杨寨村、张寨村、小马闸口村、李店子村、小赵庄村、大许孝子村、泊北村、流潭村、正南庄村、西南庄村、李留舍村、魏留舍村、东留舍村、张留舍村、中留舍村、王留舍村、孙留舍村、南留舍村、大文台村、小文台村、小许孝子村和泊二庄村。